# Paroisse d'Huskisson
La paroisse d'Huskisson est une paroisse civile du comté de Kent, à l'est du Nouveau-Brunswick. Elle est partie du District de services locaux de la paroisse d'Harcourt.

## Chronologie municipale
La municipalité du comté de Kent est dissoute en 1966. Parce que Huskisson a été inclus avec Harcourt dans les statistiques du gouvernement, il est devenu une partie du journal de Harcourt lors de sa création en 1967.